# Scarface (rapper)
Brad Terrence Jordan (n. 9 noiembrie 1970, Houston, Texas, SUA), mai cunoscut după numele său de scenă Scarface, este un rapper, producător și om politic american, cel mai cunoscut ca membru al Geto Boys, un grup de hip hop din Houston, Texas. A crescut în Houston și este originar din cartierul South Acres.